# Gwiezdny Królewicz
Gwiezdny Królewicz (ang. Vytor: The Starfire Champion) – amerykański miniserial animowany z 1989 roku składający się z 4 odcinków. Wyprodukowany przez Calico i World Events Productions.

## Wersja polska
W Polsce wersja pełnometrażowa została wydana na VHS jako całość w latach 90. pod tytułem Gwiezdny Królewicz.

## Obsada (głosy)
- Allison Argo jako Baboose
- Peter Cullen jako Myzor / Chief Eldor
- Pat Fraley jako Windchaser / Air Mutoid Warrior / Land Mutoid Warrior
- Liz Georges jako Skyla / Lyria
- Michael Horton jako	Vytor
- Neil Ross jako Targil

## Lista odcinków
- 1. The Starfire Legacy
- 2. Aerion
- 3. The Spirit Tree
- 4. The Wilderland